# Larinia bonneti
Larinia bonneti là một loài nhện trong họ Araneidae.
Loài này thuộc chi Larinia. Larinia bonneti được miêu tả năm 1939 bởi Spassky.